# Хорапітек

Хорапітек (Khoratpithecus) — рід вимерлих в пізньому міоцені (9—7 мільйонів років тому) людиноподібних мавп, споріднених із сівапітеком і орангутаном. Рештки представників цього роду були виявлені в Таїланді. Відомо три види: Khoratpithecus chiangmuanensis (Chaimanee, Jolly, Benammi, Tafforeau, Duzer, Moussa & Jaeger, 2003) (раніше Lufengpithecus chiangmuanensis), Khoratpithecus piriyai (Chaimanee, Suteethorn, Jintasakul, Vidthayanon, Marandat & Jaeger, 2004) і Khoratpithecus ayeyarwadyensis (Jaeger, Soe, Chavasseau, Coster, Emonet, Guy, Lebrun, Maung, Shwe, Tun, Oo, Rugbumrung, Bocherens, Benammi, Chaivanich, Tafforeau & Chaimanee, 2011).  Автори відкриття вважають хорапітека предком орангутанів. Раніше головним претендентом на роль предка орангутана вважався люфенгпітек. Ймовірно, предки орангутанів не були пристосовані до життя на деревах, а пересувалися по землі.